# Monacanthomyia stigmata
Monacanthomyia stigmata är en tvåvingeart som beskrevs av James 1980. Monacanthomyia stigmata ingår i släktet Monacanthomyia och familjen vapenflugor. Inga underarter finns listade i Catalogue of Life.